# ドロシー・ダヴェンポート
ドロシー・ダヴェンポート（Dorothy Davenport, 1895年3月13日 - 1977年10月12日）は、アメリカ合衆国の女優、脚本家、映画監督、映画プロデューサーである。後年ドロシー・リード（Dorothy Reid）と名乗り、ウォレス・リード夫人（Mrs. Wallace Reid）ともクレジットされた。

## 人物・来歴
1895年（明治28年）3月13日、マサチューセッツ州ボストンに生まれる。父母ともに俳優のハリー・ダヴェンポートとアリス・ダヴェンポート、父方の祖父も俳優のエドワード・ルーミズ・ダヴェンポート、父方の伯母も女優のファニー・ダヴェンポートである。3歳上の姉アン、1歳下の妹ケイトものちに女優となった。
1910年（明治43年）には、映画に出演し始め、D・W・グリフィス監督の A Mohawk's Way でインディアン役を演じたのが、もっとも古い映画への出演記録である。その後、多くの短篇西部劇に出演する。1913年（大正元年）10月13日、4歳年上の俳優で映画監督のウォーレス・リードと結婚する。ウォーレスもまた父ハル・リードが映画監督兼俳優、母も女優である。当時、ドロシーはユニヴァーサル・フィルム・マニュファクチュアリング・カンパニー（現在のユニバーサル・ピクチャーズ）に在籍し、同社傘下のバイソン・スタジオ等が量産する短篇映画に出演している。1916年（大正5年）には、ロイド・B・カールトンが監督し、エモリー・ジョンソンと共演する短篇に多く出演するなかで、同年にユニヴァーサル傘下に設立されたブルーバード映画で、カールトン監督、エモリーとの共演で『此の血潮』、 A Miracle of Love に主演、翌1917年（大正6年）には アレン・ホルバー監督・主演の『肉弾』でホルバーの相手役を演じている。これらは1作を除いて日本でも公開された。同年6月18日には、長男のウォレス・リード・ジュニアを出産、同社を退社した。
1920年（大正9年）には、『奮闘の機会』に出演して映画界に復帰するが、本格的に復帰するのは、1923年（大正12年）1月18日、夫ウォーレスと死別した後である。同年、ドロシー・ダヴェンポートの名を捨てて「ウォレス・リード夫人」を名乗り、ジョン・グリフィス・レイ、トーマス・H・インスの協力の下に脚本を書き、初めて監督業に進出、セルフプロデュースした主演作『人類の破滅』を発表する。1932年（昭和7年）には、ジュニアが主演する映画 The Racing Strain に原作をノンクレジットで提供している。1934年（昭和9年）、自らの監督作 The Road to Ruin にノンクレジットで出演したのを最後に女優を廃業し、同年、 The Woman Condemned を最後に全5作で監督業からも撤退、プロデューサー業・脚本業に専念する。1935年（昭和10年）前後から、筆名を「ドロシー・リード」と改めている。
1941年（昭和16年）以降、第二次世界大戦中は沈黙するが、1947年（昭和22年）には脚本家としての活動を再開し、バーナード・カーやアーサー・ルービンの監督作に脚本を提供した。1956年（昭和32年）、アーサー・ルービン監督の『最初の女セールスマン』のダイアローグを監修したのを最後に、引退した。
1977年（昭和52年）10月12日、カリフォルニア州ロサンゼルス郡ロサンゼルス市ウッドランド・ヒルズで死去した。満82歳没。同郡グレンデールにあるフォレスト・ローン・メモリアル・パークに眠る。

## おもなフィルモグラフィ
特筆以外はすべて出演作である。1910年 - 1915年の100の出演作に関しては、短篇映画が多く、おもなものに留めた。

### 1910年代
- A Mohawk's Way : 監督D・W・グリフィス、1910年 - 出演・役 Indian
- His Only Son : 監督ジャック・コンウェイ、主演ウォレス・リード、1913年 - 共演
- 『幽霊島』 The Phantom Island : 監督・主演フランシス・フォード、脚本・主演グレイス・キュナード、1916年
- Doctor Neighbor : 監督ロイド・B・カールトン、主演ホバート・ボズワース、1916年 - 共演・役 Hazel Rogers
- Her Husband's Faith : 監督ロイド・B・カールトン、共演エモリー・ジョンソン、1916年 - 主演
- Heartaches : 監督ロイド・B・カールトン、主演エモリー・ジョンソン、1916年
- Two Mothers : 監督ロイド・B・カールトン、主演エモリー・ジョンソン、1916年 - 出演・役 Violetta Andree
- Her Soul's Song : 監督ロイド・B・カールトン、1916年 - 主演
- Romance at Random : 監督・主演ルパート・ジュリアン、1916年
- 『浮世』 The Way of the World : 監督ロイド・B・カールトン、主演ホバート・ボズワース、1916年 - 出演・役 Beatrice Farley
- Number 16 Martin Street : 監督ロイド・B・カールトン、脚本ベス・メレディス、共演エモリー・ジョンソン、1916年 - 主演・役 Cleo
- A Yoke of Gold : 監督ロイド・B・カールトン、主演エモリー・ジョンソン、1916年 - 出演・役 Carner
- 『此の血潮』 The Unattainable : 監督ロイド・B・カールトン、共演エモリー・ジョンソン、1916年 - 主演・役 Bessie Gale
- A Miracle of Love : 監督ロイド・B・カールトン、共演エモリー・ジョンソン、1916年 - 主演
- Black Friday : 監督ロイド・B・カールトン、主演リチャード・モリス、1916年 - 出演・役 Elionor Rossitor
- The Human Gamble : 監督ロイド・B・カールトン、共演エモリー・ジョンソン、1916年 - 主演
- 『離れ島』 Barriers of Society : 監督ロイド・B・カールトン / クラーク・アーヴィン、共演エモリー・ジョンソン、1916年 - 主演・役 Martha Gorham
- The Question Mark : 監督不明、1916年
- The Turn of the Wheel : 監督ルパート・ジュリアン、1916年  - 主演
- The False Clue : 監督ドナルド・マクドナルド、1916年
- 『浮雲』 The Devil's Bondwoman : 監督ロイド・B・カールトン、共演エモリー・ジョンソン、1916年 - 主演・役 Beverly Hope
- The Mother Call : 監督リン・F・レイノルズ、主演メアリー・タルボット、1916年
- The Wrong Heart : 監督・脚本・主演ウォレス・リード、1916年
- 『篭る情』 The Girl and the Crisis : 監督ウィリアム・V・モング、1917年 - 主演・役 Ellen Wilmot
- 『生埋』 Buried Alive : 監督・主演ウォレス・リード、1917年
- It Makes a Difference : 監督ルス・アン・ボールドウィン、1917年 - 出演・役 Genevieve
- 『真紅の水晶』 The Scarlet Crystal : 監督チャールズ・スウィッカード、主演ハーバート・ローリンソン、1917年 - 出演・役 Marie Delys
- The Penalty of Silence : 監督・主演ウォレス・リード、1917年
- 『肉弾』 Treason : 監督・主演アレン・ホルバー、1917年 - 出演・役 Luella Brysk
- 『死の標』 The Brand of Death : 監督・主演ウォレス・リード、1917年
- The Squaw Man's Son : 監督エドワード・ルセイント、主演ウォレス・リード、1917年 - 出演・役 Edith, Lady Effington
- Mothers of Men : 監督ウィリス・ロバーズ、原作・脚本ハル・リード、1917年 - 主演・役 Clara Madison

### 1920年代
- 『奮闘の機会』（別題『戦うべき機会』） The Fighting Chance : 監督チャールズ・メイン、1920年 - 出演・役 Leila Mortimer
- Every Woman's Problem : 監督ウィリス・ロバーズ、原作ハル・リード、1921年 - 主演・役 Clara Madison
- The Masked Avenger : 監督フランク・ファニング、1922年 - 「ウォレス・リード夫人」名義で出演・役 Valerie Putnam
- 『人類の破滅』 Human Wreckage : 共同監督ジョン・グリフィス・レイ、共同脚本トーマス・H・インス、1923年 - ノンクレジットで監督・脚本/「ウォレス・リード夫人」名義でプロデューサー・主演・役 Ethel MacFarland（監督・脚本家デビュー作）
- Broken Laws : 監督ロイ・ウィリアム・ニール、1924年 - 「ウォレス・リード夫人」名義でプロデューサー・主演・役 Joan Allen
- The Red Kimona : 監督ウォルター・ラング、1925年 - 「ウォレス・リード夫人」名義でプレゼンター・プロデューサー/ノンクレジット脚本・出演・役 Woman Telling the Story
- The Earth Woman : 監督ウォルター・ラング、1926年 - 「ウォレス・リード夫人」名義でプロデューサー
- The Satin Woman : 監督ウォルター・ラング、1927年 - 「ウォレス・リード夫人」名義で主演・役 Mrs. Jean Taylor
- 『地獄船』 Hellship Bronson : 監督ジョセフ・ヘナベリー、1928年 - 「ウォレス・リード夫人」名義で出演・役 Mrs. Bronson
- 『リンダ』 Linda : 主演ワーナー・バクスター、1929年 - 「ウォレス・リード夫人」名義で監督・エグゼクティヴプロデューサー

### 1930年代
- The Dude Wrangler : 監督リチャード・ソープ、1930年 - 「ウォレス・リード夫人」名義でプレゼンター
- The Racing Strain : 監督ジェローム・ストーム、主演ウォレス・リード・ジュニア、1932年 - ノンクレジットで原作
- Sucker Money : 共同監督メルヴィル・シャイヤー、主演ミッシャ・オウア、1933年 - 「ドロシー・リード」名義で監督・
- Man Hunt : 監督アーヴィング・カミングス、1933年 - 「ウォレス・リード夫人」名義で出演・役 Mrs. Scott
- The Road to Ruin : 主演ヘレン・フォスター、1934年 - 「ウォレス・リード夫人」名義で監督・脚本/ノンクレジット出演・役 Mrs. Merrill（最終出演作）
- The Woman Condemned : 主演クローディア・デル、1934年 - 「ウォレス・リード夫人」名義で監督（最終監督作）
- Redhead : 監督メルヴィル・W・ブラウン、1934年 - プロデューサー
- Women Must Dress : 監督レジナルド・バーカー、1935年 - 「ドロシー・リード」名義でプロデューサー・原作
- Honeymoon Limited : 監督アーサー・ルービン、1935年 - 「ウォレス・リード夫人」名義でプロデューサー/「ドロシー・リード」名義で脚本
- The House of a Thousand Candles : 監督アーサー・ルービン、1936年 - プロデューサー
- Paradise Isle : 監督アーサー・グレヴィル・ コリンズ、1937年 - 「ドロシー・リード」名義でアソシエイトプロデューサー
- A Bride for Henry : 監督ウィリアム・ナイ、1937年 - 「ドロシー・リード」名義でアソシエイトプロデューサー
- Rose of the Rio Grande : 監督ウィリアム・ナイ、1938年 - 「ドロシー・リード」名義でアソシエイトプロデューサー
- Prison Break : 監督アーサー・ルービン、1938年 - 「ドロシー・リード」名義で脚本

### 1940年代
- Tomboy : 監督ロバート・F・マクガワン、1940年 - 「ドロシー・リード」名義で原作・脚本
- On the Spot : 監督ハワード・ブレザートン、1940年 - 「ドロシー・リード」名義で脚本
- Haunted House : 監督ロバート・F・マクガワン、1940年 - 「ドロシー・リード」名義で脚本
- Drums of the Desert : 監督ジョージ・ワグナー、1940年 - 「ドロシー・リード」名義で脚本
- The Old Swimmin' Hole : 監督ロバート・F・マクガワン、1940年 - 「ドロシー・リード」名義で脚本
- Redhead : 監督エドワード・L・カーン、1941年 - 「ドロシー・リード」名義で脚本
- Curley : 監督バーナード・カー、1947年 - 「ドロシー・リード」名義で脚本
- The Hal Roach Comedy Carnivalの1挿話Curly : 監督バーナード・カー、1947年 - 「ドロシー・リード」名義で脚本
- Who Killed Doc Robbin : 監督バーナード･カー / ハーヴ・フォスター、1948年 - 「ドロシー・リード」名義で脚本
- 『狂った殺人計画』 Impact : 監督アーサー・ルービン、1949年 - 「ドロシー・リード」名義で脚本

### 1950年代
- Rhubarb : 監督アーサー・ルービン、1951年 - 脚本
- Francis Joins the WACS : 監督アーサー・ルービン、1954年 - 「ドロシー・リード」名義で台詞補完
- 『デッドロック』 Footsteps in the Fog : 監督アーサー・ルービン、主演スチュワート・グレンジャー、1955年 - 「ドロシー・リード」名義で脚本
- Lux Video Theatre - Impact : 監督アール・エビー、テレビ映画、1956年 - 原作戯曲
- 『最初の女セールスマン』 The First Traveling Saleslady : 監督アーサー・ルービン、1956年 - 「ドロシー・リード」名義でダイアローグコーチ・ダイアローグ監修

## 関連事項
- ハリー・ダヴェンポート （en:Harry Davenport）
- アリス・ダヴェンポート （en:Alice Davenport）
- ファニー・ダヴェンポート （en:Fanny Davenport）
- エドワード・ルーミズ・ダヴェンポート （en:Edward Loomis Davenport）
- ウォレス・リード （en:Wallace Reid）
- ウッドランド・ヒルズ (ロサンゼルス市) （en:Woodland Hills, Los Angeles）
- フォレスト・ローン・メモリアル・パーク (グレンデール) （en:Forest Lawn Memorial Park, Glendale）

## 註
1. 1 2 3 4 5 6 7 8 9 10 11 12 13 14 15 16 17 18 19  Dorothy Davenport, Internet Movie Database （英語）, 2010年6月24日閲覧。
2. ↑  Wallace Reid - IMDb（英語）, 2010年6月24日閲覧。
3. ↑  『ブルーバード映画の記録』 : 製作・著・発行山中十志雄・塚田嘉信、1984年4月、p.60-63.
4. ↑  Wallace Reid Jr. - IMDb（英語）, 2010年6月24日閲覧。
5. ↑  Dorothy Davenport, Find A Grave （英語）, 2010年6月24日閲覧。